# Strandschnecken
Die Strandschnecken (Littorinidae) sind eine Familie aus der Gruppe der Caenogastropoda. Sie sind an den europäischen Meeresküsten häufig, verfügen aber über verschiedene Anpassungen, die ihnen ein Leben außerhalb des Wassers, z. B. auf aus dem Wasser ragenden Steinen und in der Spritzwasserzone ermöglichen.

## Merkmale
Die Strandschnecken haben eine feste, oft pigmentierte Schale, die über ein mäßig hohes Gewinde verfügen kann. Die Skulpturierung besteht aus Zuwachslinien, auch können spiralig verlaufende Linien vorhanden sein, jedoch niemals Rippen. Der Fuß hat die Form eines Schildes und ist vorn stumpf mit zwei Kanten. Epipodium und Metapodium sind ohne Fortsätze. Das spiralige Operculum hat 2 bis 3 rasch zunehmende Windungen.
Strandschnecken sind getrenntgeschlechtlich mit innerer Befruchtung. Aus den Eiern schlüpfen Veliger-Larven, die nach einer pelagischen Phase zu kleinen Schnecken metamorphosieren.
Strandschnecken ernähren sich als Pflanzenfresser sowohl von mikroskopischen als auch von makroskopischen Algen.

## Arten der Nord- und Ostsee
- Littorina
  - Große Strandschnecke (Littorina littorea)
  - Flache Strandschnecke (Littorina obtusata)
  - Spitze Strandschnecke (Littorina neritoides)
  - Kleine Strandschnecke  (Littorina saxatilis)

Die kleineren Arten der Gattung Littorina sind äußerlich schwer zu bestimmen, können aber anhand ihrer Lebensweise in verschiedenen Zonen der Küste unterschieden werden. So findet sich Littorina neritoides vor allem in der Spritzwasserzone, ihr folgt Littorina saxatilis in der Hochwasserzone, während Littorina obtusata nahe der Ebbelinie siedelt. Diese Schnecken sind standorttreu, sie orientieren sich am Sonnenstand, um wieder an ihren Ausgangspunkt zurückkehren zu können.

## Systematik
Nach Bouchet und Rocroi (2005) ist die Familie Littorinidae eine von sieben Familien in der Überfamilie Littorinoidea. Zu der Familie Littorinidae gehören 3 Unterfamilien mit insgesamt 23 Gattungen:
- Littorininae
  - Afrolittorina Williams, Reid & Littlewood, 2003 – 4 Arten (vormals in Nodilittorina)
  - Austrolittorina Rosewater, 1970 – 5 Arten (vormals in Nodilittorina)
  - Cenchritis von Martens, 1900
  - Echinolittorina Habe, 1956 – 59 Arten weltweit (vormals in Nodilittorina) – Synonyme: Amerolittorina Reid, 2009;[2] Fossarilittorina Rosewater, 1981; Granulilittorina Habe & Kosuge, 1966; Lineolittorina Reid, 2009[2]
  - Littoraria Griffith & Pidgeon, 1834 – 39 Arten
  - Littorina Férussac, 1822 – 18 Arten
  - Mainwaringia Nevill, 1885[3]
  - Melarhaphe Menke, 1828
  - Nodilittorina von Martens, 1897 – monotypisch[4]
  - Peasiella Nevill, 1885
  - Tectarius Valenciennes, 1833 – 11 Arten. Es schließt als Synonym ein: Echininus Clench & Abbott, 1942.

- Lacuninae
  - Bembicium Philippi, 1846
  - Cremnoconchus Blanford, 1869[3][5] – Süßwasserschnecken in Wasserfällen
  - Lacuna Turton, 1827 – Synonym: Aquilonaria Dall, 1886
  - Pellilitorina Pfeffer in Martens & Pfeffer, 1886
  - Risellopsis Kesteven, 1902

- Laevilitorininae
  - Laevilitorina Pfeiffer, 1886